# 多鱗霞蝶魚
多鱗霞蝶魚（Hemitaurichthys polylepis），又稱銀斑蝶魚，俗名霞蝶，為輻鰭魚綱鱸形目蝴蝶魚科的其中一種。其种加词“polylepis”意为“多鳞的”。

## 分布
本魚分布於印度太平洋區，包括斯里蘭卡、緬甸、泰國、馬來西亞、越南、琉球群島、中國沿海、台灣、菲律賓、印尼、新幾內亞、澳洲北部、新喀里多尼亞、帛琉、密克羅尼西亞、所羅門群島、馬紹爾群島、馬里亞納群島、斐濟群島、夏威夷群島等海域。
该物种的模式产地在安汶岛。

## 深度
水深5至40公尺。

## 特徵
本魚吻略尖突，體型甚高，略呈正方形，其最顯著特徵乃身體上有塊極大的銀色區域，它起自背鰭基底中央，分別向喉部及尾柄處擴展而尾柄及尾鰭亦為銀色；此外其他部位均為鮮黃色，背鰭和臀鰭亦為黃色；有些個體的頭部顏色較深呈棕色。背鰭硬棘8枚、軟條23至26枚；臀鰭硬棘3枚、軟條20至21枚。體長可達18公分。

## 生態
本魚棲息在沿岸珊瑚礁區，常數尾或數十尾一起在水域的中層或下層活動，非常害羞不易親近，以攝食動物性浮游生物為生。

## 經濟利用
屬於高價值觀賞魚，不供食用。